# Hospital de Zumárraga
El Hospital Zumárraga es un hospital público perteneciente a Osakidetza-Servicio Vasco de Salud situado en el municipio de Zumárraga.

## Historia
Fue inaugurado oficialmente en junio de 1984 con los servicios de Urgencias, Radiología y Laboratorio. En noviembre del mismo año, se abren los servicios de Quirófano, Medicina Interna y Trauma, realizándose la primera intervención quirúrgica el 3 de enero de 1985. En febrero, se abren las Unidades de Cirugía, Ginecología, Pediatría, Neonatal, Consultas Externas, Farmacia, Anatomía Patológica, Gimnasio, Lavandería y Cocina. El 19 de noviembre de 1985 se realiza el primer parto oficial. 
En su primer año de vida contaba con una plantilla de aproximadamente 250 profesionales. La construcción de este Hospital responde a la demanda de asistencia hospitalaria en la zona del Goyerri y Urola. Se plantea a mediados de los años 70 como una necesidad urgente por la población de la zona y en sintonía con los requerimientos que las instituciones de la zona, ayuntamientos y grupos sociales, venían realizando.
A partir de este momento el hospital va evolucionando y aumentando su cartera de servicios para mejorar la asistencia a la población.
Buena prueba de ello son los reconocimientos con los que ha contado. En primer lugar, el reconocimiento de los ciudadanos de la comarca, de los propios profesionales y del resto de las Organizaciones de Osakidetza.

## Premios
Ha recibido importantes reconocimientos y premios entre los que cabria destacar:
- 2000 - Q Plata.
- 2001 - Premio Golden Hélix (Fundación Mapfre).
- 2002 - Hospital Amigo de los Niños (UNICEF).
- 2002 - Premio Ciudadanía (Observatorio para la Calidad de los Servicios Públicos).
- 2003 - Q Oro.
- 2005 - European Prize Winner: Management by processes.
- 2007 - Q Oro Premio Iberoamericano Calidad
- 2007&2008 - Premio Best In Class (Pediatría)
- 2009 - Certificado ISO 9001 Alcance Global en 2009
- 2010 Certificado Bikain Bronce. Finalista Premio Europeo Medioambiente
- 2011 Certificado OHSAS 18001
- EMAS

## Dotación Hospital
- Camas totales instaladas: 130
- Camas de URPA: 11
- Salas de Parto: 3
- Incubadoras: 2
- Quirófanos: 4
- Boxes de Urgencias: 17

## Servicios del Hospital
| - Alergia - Análisis Clínicos - Anatomía patológica - Anestesia Reanimación - Cardiología - Cirugía general - Dermatología |  | - Digestivo - Endocrinología - Farmacia - Hematología - Hospitalización a domicilio - Medicina interna - Microbiología |  | - Nefrología - Neumología - Neurología - Obstetricia y Ginecología - Oftalmología - Otorrinolaringología - Pediatría |  | - Radiología - Rehabilitación - Reumatología - Traumatología y Ortopedia - Urgencias - Urología |

## Integración asistencial
En el año 2010 Osakidetza, con el objetivo de mejorar la calidad asistencial y situar al paciente como centro del proceso, garantizando la continuidad de cuidados, decide integrar los niveles asistenciales de Atención Primaria y hospitalaria, mejorando así la eficiencia de los recursos y la coordinación entre niveles asistenciales.
En noviembre de 2011 se hace efectiva la integración del Hospital Zumarraga con las unidades de atención primaria de su ámbito de referencia y se crea la Organización Sanitaria Integrada Goierri-Alto Urola (O.S.I. Goierri-Alto Urola).
La O.S.I. Goierri-Alto Urola está compuesta por el Hospital de Zumarraga y siete Unidades de Atención Primaria (U.A.P) : Legazpia, Zumárraga, Azcoitia, Azpeitia, Lazcano, Villafranca de Ordicia y Beasáin.
Con carácter general, la cartera de servicios de las UAPs es de Consultas de medicina de Familia, consultas de enfermería, Puntos de Atención Continuada (P.A.C) de urgencias de Atención Primaria y se realizan actividades de Intervención Comunitaria.
En la actualidad la O.S.I. Goierri-Alto Urola cuenta con una plantilla estructural de 800 profesionales para atender a una población de aproximadamente 95 000 habitantes.
- Datos: Q17634320